# 大泉寺 (高島市)
大泉寺（だいせんじ）は、滋賀県高島市新旭町饗庭にある天台宗の延暦寺の末寺。山号は結縁山（けちえんざん）。延喜12年9月3日に慈恵大師良源が生まれたと伝わる寺院のひとつ。本尊は如意輪観世音菩薩。

## 歴史
康保2年（965年）3月、慈恵大師良源により開かれた。その際、右大臣藤原師輔の所領であった土地の寄進を受けたという。応永29年（1422年）の『木津荘検注帳』には、当寺の位置に「大師寺」との記載がある。戦国期まで広く信仰を集めていたが、元亀の兵乱のため廃絶寸前にまで至った。元禄7年（1694年）当地を領有していた越前鞠山藩の初代藩主酒井忠登により本堂と庫裡が再建され、今日に至っている。
本寺境内裏に「大師産湯池」と呼ばれる池がある。この池は、慈恵大師がお生まれになったとき突然水が湧き始めたといい、この故実をもって大泉寺と名付けられたと伝わる。
なお、藤原師輔が創建した「五處宮（伊勢大明神・春日四所明神）」を本寺の地主神とし境内に遷し祀っていたが、明治43年3月に大國主神社に合祀された。

## 周辺
- 大國主神社（高嶋今宮、今宮大権現、今宮山王権現、今宮山王宮）
- 高島市立新旭北小学校
- 高島市立大師山さくら園
- 清水山永正寺 – 新旭町熊野本。大谷派
- 熊野本古墳群
- 新旭森林スポーツ公園